# Prefettura apostolica di Yiduxian
La prefettura apostolica di Yiduxian (o Iduhsien; in latino Praefectura Apostolica Induhsienensis) è stata una sede della Chiesa cattolica in Cina. Nel 1948 contava 12.620 battezzati su 2.500.000 abitanti.

## Territorio
La prefettura apostolica comprendeva parte della provincia cinese di Shandong.
Sede prefettizia era la città di Yiduxian.

## Storia
La prefettura apostolica di Yiduxian (Iduhsien) fu eretta il 16 giugno 1931 con il breve Nobis commissum di papa Pio XI, ricavandone il territorio dal vicariato apostolico di Zhifou (oggi diocesi di Yantai).
È stata soppressa il 20 aprile 2023 da papa Francesco con la costituzione apostolica Suavis Mater Ecclesia. La maggior parte del suo territorio è stata integrata nella nuova diocesi di Weifang, mentre porzioni minori sono state accorpate alle diocesi di Yantai e di Qingdao.

## Cronotassi dei vescovi
Si omettono i periodi di sede vacante non superiori ai 2 anni o non storicamente accertati.
- Eugene Venance Guichard, O.F.M. † (29 gennaio 1932 - 2 marzo 1937 deceduto)
- Alexandre Digard, O.F.M. † (20 maggio 1938 - 23 novembre 1949 dimesso)
- John Yang Feng-Shu, O.F.M. † (8 giugno 1951 - 1982 deceduto)
  - Sede vacante
  - Henry Jia Fu-shan † (1º giugno 1958 consacrato - circa 1966/1976 deceduto)[2]
  - Giuseppe Sun Zhibin † (24 aprile 1988 consacrato - 23 ottobre 2008 deceduto)[3]

## Statistiche
La prefettura apostolica nel 1948 su una popolazione di 2.500.000 persone contava 12.620 battezzati, corrispondenti allo 0,5% del totale.
| anno | popolazione | popolazione | popolazione | presbiteri | presbiteri | presbiteri | presbiteri                | diaconi | religiosi | religiosi | parrocchie |
| anno | battezzati  | totale      | %           | numero     | secolari   | regolari   | battezzati per presbitero | diaconi | uomini    | donne     | parrocchie |
| ---- | ----------- | ----------- | ----------- | ---------- | ---------- | ---------- | ------------------------- | ------- | --------- | --------- | ---------- |
| 1948 | 12.620      | 2.500.000   | 0,5         | 27         | 14         | 13         | 467                       |         |           | 14        | 21         |